# Rain (Lech)
Rain (eller Rain am Lech) er en by i Landkreis Donau-Ries i Regierungsbezirk Schwaben i den tyske delstat Bayern, med godt 8.400 indbyggere. Den er admininstrationsby for Verwaltungsgemeinschaft Rain.
Byen ligger ca. 40 km nord for Augsburg og 11 km øst for Donauwörth, tæt ved floden Lechs udmunding i Donau.

## Inddeling
Bayerdilling, Etting (med Tödting, Brunnenhof und Kopfmühle), Gempfing (med Überacker), Mittelstetten (med Neuhof), Oberpeiching (med Sägmühle), Sallach, Staudheim, Unterpeiching, Wächtering, Wallerdorf

### Nabokommuner
Fra nordvest: Genderkingen og Niederschönenfeld (Landkreis Donau-Ries),
Markt Burgheim (Landkreis Neuburg-Schrobenhausen),
Oberndorf Münster og Holzheim (Landkreis Donau-Ries)
samt Markt Pöttmes i Landkreis Aichach-Friedberg.

## Historie
Byen er kendt for at være stedet, hvor den svenske hær under trediveårskrigen krydsede Lech
den 6. april 1632, og brød ind i Bayern for at erobre München. Overgangen af Lech, eller Slaget ved Rain am Lech var en af Gustav 2. Adolfs mest berømte krigshandlinger. Det var også i det slag lederen for den tysk-romerske styrke, Johann Tserclaes Tilly blev så hårdt såret, da han blev ramt af en svensk kanonkugle, at han efter nogle uger døde af sine sår.